# Pilé-menu
Le pilé-menu (ou pilée menue (f) ou  guédillée (f)) est une danse bretonne, un branle de fonds ancien recueilli au nord-est du Morbihan gallo qui se danse en chaîne fermée. Son aire de pratique en fin de tradition populaire est une des plus étendues parmi les danses de Haute-Bretagne.  Dans la société traditionnelle, c’est le chant dans la ronde qui servait le plus souvent de support musical à la danse.

## Caractéristiques

Pas de base de la pilée menue.

Les hommes joignent les mains au niveau de la ceinture de manière à former, avec leurs deux bras, deux « anses de paniers ». Les femmes glissent leurs bras dans ces deux anses. Le pas est basé sur une formule de quatre temps. Le déplacement sur les deux premiers temps se fait vers l'avant et vers la gauche, les deux derniers vers l'arrière.  Le temps 1 plus accentué constitue l'essentiel de la progression. Le poids du danseur est sur toute la semelle donnant une impression de "tassement" du corps. Le travail de ressort important des genoux donne de la souplesse à la danse